# Jan Smeekens
Jan Smeekens (* 11. února 1987 Raalte, Overijssel) je nizozemský rychlobruslař.
Na velkých mezinárodních akcích debutoval na podzim 2005, když začal závodit ve Světovém poháru. V roce 2007 se premiérově zúčastnil Mistrovství světa a jednotlivých tratích, kde v závodě na 500 m skončil na 13. místě, podobných umístění ve druhé desítce dosáhl na světovém šampionátu i následujících dvou letech. V sezóně 2009/2010 skončil v celkovém pořadí Světového poháru na trati 500 m druhý. Startoval na Zimních olympijských hrách 2010, na pětistovce byl šestý. Na mistrovstvích světa na jednotlivých tratích v letech 2011 a 2013 získal na této distanci bronzové medaile, ve Světovém poháru se v závodech na 500 m pohybuje na předních příčkách – v sezóně 2012/2013 zvítězil v celkovém pořadí na 500 m. Je také několikanásobným medailistou z nizozemských šampionátů. Zúčastnil se Zimních olympijských her 2014, kde se v závodě na 500 m získal stříbrnou medaili. Na MS 2017 vyhrál závod na 500 m. Startoval také na ZOH 2018 (500 m – 10. místo).